# Barylypa primigena
Barylypa primigena är en stekelart som beskrevs av Charles Thomas Brues 1910. Barylypa primigena ingår i släktet Barylypa och familjen brokparasitsteklar. Inga underarter finns listade.